# Амінова Олена Анатоліївна
Олена Амінова (рос. Аминова Елена Анатольевна; нар. 29 грудня 1949 року) — радянська та російська акторка театру і кіно. Заслужена артистка Української РСР (1979).

## Життєпис
Народилася у м. Новоград-Волинський Житомирської обл.. В 1973 — закінчила Київський інститут театрального мистецтва ім. І. Карпенка-Карого (курс В. О. Неллі).

## Ролі в українських кінострічках
- 1971 — Випадкова адреса
- 1978 — «Артем»
- 1983 — Вир — Юля
- 1985 — Мільйон у шлюбному кошику — графиня
- 1985 — Димка — Грейвс
- 1992 — Мертві без поховання або полювання на пацюків
- 1993 — Запах осені
- 1994 — Мсьє Робіна

та інші фільми…